# Pseudomigadops
Pseudomigadops is een geslacht van kevers uit de familie van de loopkevers (Carabidae). De wetenschappelijke naam van het geslacht is voor het eerst geldig gepubliceerd in 1938 door Jeannel.

## Soorten
Het geslacht Pseudomigadops omvat de volgende soorten:
- Pseudomigadops ater Straneo, 1969
- Pseudomigadops darwini (G.R.Waterhouse, 1842)
- Pseudomigadops falklandicus (G.R.Waterhouse, 1842)
- Pseudomigadops fuscus Baehr, 1997
- Pseudomigadops handkei Baehr, 1997
- Pseudomigadops nigrocoeruleus (G.R.Waterhouse, 1842)
- Pseudomigadops ovalis (G.R.Waterhouse, 1842)